# Saint-Antoine-Cumond
Saint-Antoine-Cumond ist eine Ortschaft und eine ehemalige französische Gemeinde mit 344 Einwohnern (Stand: 1. Januar 2019) im Département Dordogne in der Region Nouvelle-Aquitaine. Sie gehörte zum Arrondissement Périgueux und zum Kanton Montpon-Ménestérol.
Mit Wirkung vom 1. Januar 2017 wurden die früheren Gemeinden Saint-Privat-des-Prés, Festalemps und Saint-Antoine-Cumond zu einer Commune nouvelle namens Saint Privat en Périgord zusammengelegt. Die ehemaligen Gemeinden verfügen in der neuen Gemeinde über den Status einer Commune déléguée. Der Verwaltungssitz befindet sich im Ort Saint-Privat-des-Prés.
Nachbarorte sind Aubeterre-sur-Dronne im Nordwesten, Laprade im Norden, Petit-Bersac im Osten, Festalemps im Südosten, Saint-Privat-des-Prés im Süden und Bonnes im Westen.

## Bevölkerungsentwicklung
| Jahr      | 1962 | 1968 | 1975 | 1982 | 1990 | 1999 | 2008 | 2014 |
| --------- | ---- | ---- | ---- | ---- | ---- | ---- | ---- | ---- |
| Einwohner | 521  | 474  | 449  | 430  | 394  | 365  | 388  | 370  |

## Sehenswürdigkeiten
- Schloss von Cumond, seit 2005 als Monument historique ausgewiesen
- Kirche Saint-Pierre-ès-Liens, seit 1914 Monument historique

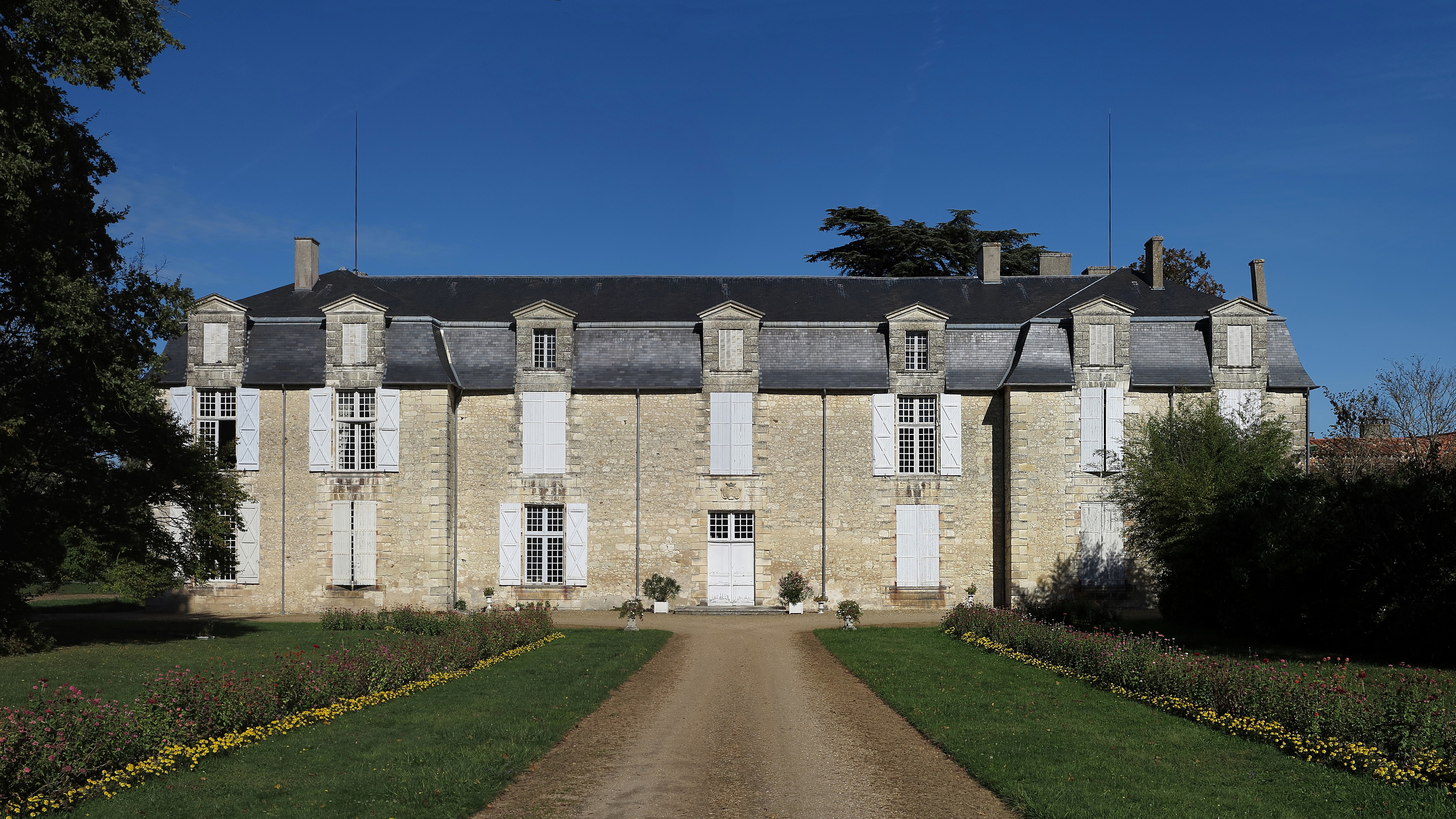
Schloss von Cumont
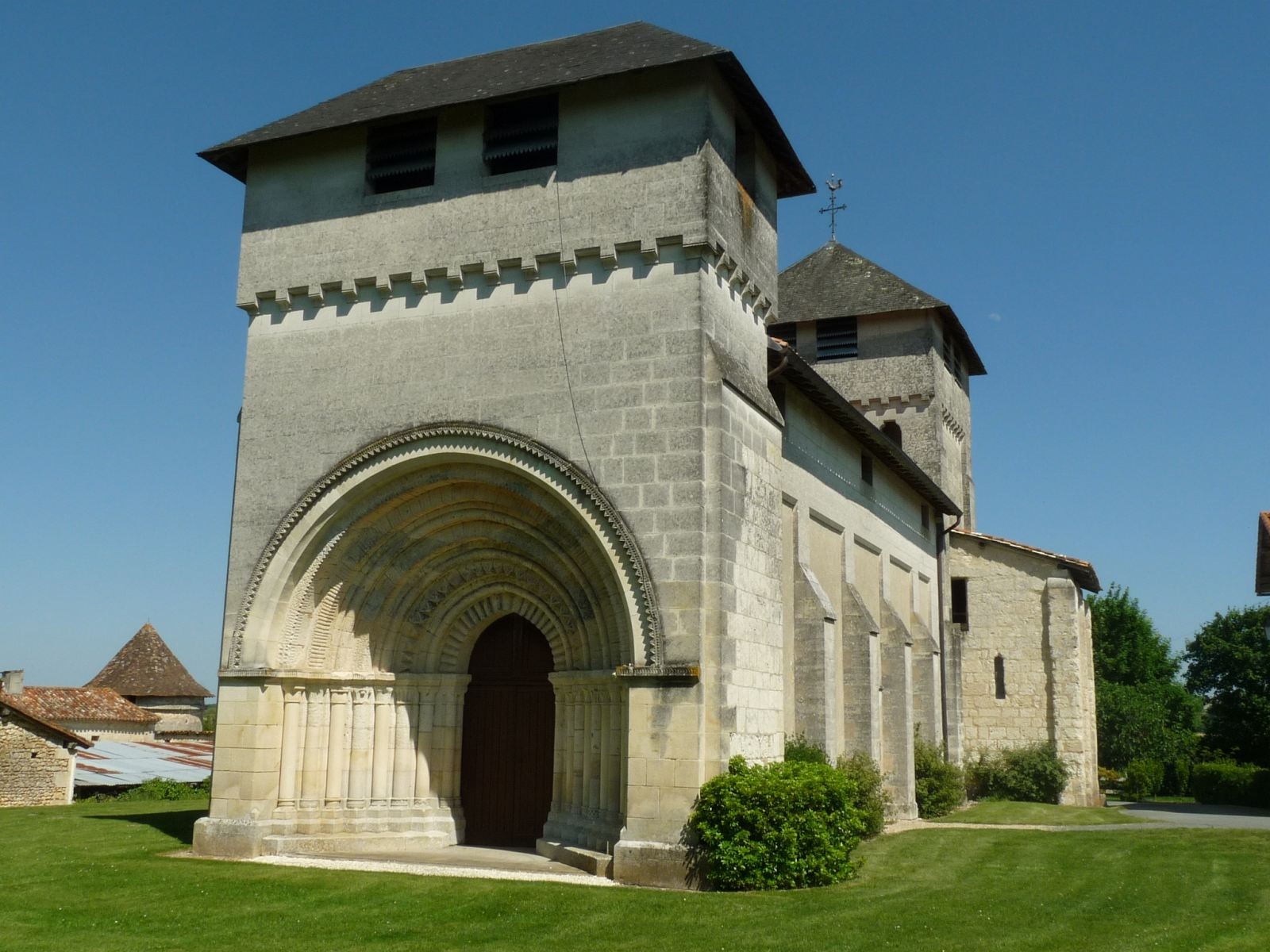
Kirche Saint-Pierre-ès-Liens